# Brave New World
 Тази статия е за албума на Айрън Мейдън.  За едноименния роман на Хъксли вижте Прекрасен нов свят.  
Brave New World е 12-ия студиен албум на британската хевиметъл група Айрън Мейдън. Той отбелязва завръщането на бившия вокал Брус Дикинсън и китариста Ейдриън Смит. Това е първият албум с трима китаристи и показва ново, прогресив звучене на групата. The Wicker Man, Ghost of the Navigator, Brave New World и Blood Brothers са класика. Албумът е кръстен на романа „Прекрасен нов свят“. Brave New World и Out of the Silent Planet излизат като сингли. Това е и последният албум, чиято обложка е нарисувана от Дерек Ригс.

## Състав
- Брус Дикинсън – вокал
- Дейв Мъри – китара
- Ейдриън Смит – китара
- Яник Герс – китара
- Стив Харис – бас
- Нико Макбрейн – барабани

## Място в Класациите
- Швеция – 1
- Финландия – 1
- Германия – 1
- Гърция – 1
- Франция – 3
- Норвегия – 4
- Италия – 5
- Япония – 5
- Испания – 6
- Великобритания – 7
- Чехия – 9
- Австралия – 10
- Канада – 13
- Холандия – 16
- САЩ – 39
- България - 1

## Продажби
Златен в Англия, Бразилия, Полша, Финландия и Швеция.

## Външни Препратки
- Текстовете от албума